# Revival (Eurythmics)
Revival is een nummer van het Britse muziekduo Eurythmics uit 1989. Het is de eerste single van hun zevende studioalbum We Too Are One.
De tekst van "Revival" is een oproep tot vernieuwing en aanmoediging. Het nummer werd een bescheiden hitje in Europa en Oceanië. In het Verenigd Koninkrijk haalde het nummer de 26e positie. In de Nederlandse Top 40 kwam het een plekje hoger, terwijl het de Vlaamse Radio 2 Top 30 nog meer succes had met een 19e positie.